# Rosinha de Valença
Maria Rosa Canellas, bekannt unter ihrem Künstlernamen Rosinha de Valença (geboren am 30. Juli 1941 in Valença, Bundesstaat Rio de Janeiro, Brasilien; gestorben am 10. Juni 2004 ebenda), war eine brasilianische Gitarristin, Sängerin und Komponistin. Sie gilt als eine der bedeutendsten akustischen Gitarristinnen der brasilianischen Musik und als eine wegweisende Figur in der Instrumentalmusik des Bossa Nova. Im Laufe ihrer Karriere trat sie mit zahlreichen renommierten Künstlern auf, unter anderem mit Baden Powell, Sérgio Mendes, Nara Leão, Maria Bethânia, Stan Getz, Sarah Vaughan und Henry Mancini.

## Leben

### Frühes Leben und musikalischer Werdegang
Bereits in ihrer Kindheit entwickelte Rosinha ein großes Interesse am Gitarrenspiel, nachdem sie ihren Bruder Roberto beim Musizieren beobachtet hatte. Autodidaktisch eignete sie sich das Spiel an, indem sie Musik im Radio hörte. Im Alter von 12 Jahren trat sie bereits in Bars und bei Radiosendungen in ihrer Heimatstadt Valença auf. 1960 brach sie ihre schulische Ausbildung ab, um sich ganz der Musik zu widmen.
1963 zog sie nach Rio de Janeiro, wo sie vom Journalisten Sérgio Porto entdeckt wurde. Dieser prägte ihren künstlerischen Namen „Rosinha de Valença“ – er soll gesagt haben, dass sie „für eine ganze Stadt spielt“. In Rio de Janeiro knüpfte sie Kontakte zu Baden Powell und Aloysio de Oliveira, dem Produzenten der Plattenfirma Elenco, und nahm im selben Jahr ihr Debütalbum Apresentando Rosinha de Valença auf. Anschließend spielte sie acht Monate in der Bar Bottle’s und trat in Fernsehsendungen wie O Fino da Bossa auf, wo ihre Zusammenarbeit mit Baden Powell entscheidend zum weiteren Instrumentalstil des Bossa Nova beitrug.

### Internationale Karriere und Kooperationen
1964 unternahm Rosinha eine erste wichtige Europareise und reiste kurz darauf in die USA, wo sie mit Sérgio Mendes und der Band Brasil ’65 auf Tour ging und dabei zwei Alben aufnahm. Während dieser Zeit arbeitete sie auch mit anderen bekannten Musikern wie Chico Batera, Jorge Ben, Wanda Sá und Tião Neto zusammen. In den folgenden Jahren setzte sich ihre internationale Karriere fort: Als Solistin trat sie mit einer von Itamaraty organisierten Gruppe auf und bereiste 24 europäische Länder sowie Japan. Eine Studienförderung der französischen Botschaft ermöglichte ihr zudem eine künstlerische Saison in Paris. Des Weiteren absolvierte sie Tourneen in der Sowjetunion, in Israel, der Schweiz, Italien, Portugal und in einigen afrikanischen Ländern. 1967 war sie zudem die Gitarristin in dem Show-Programm „Comigo me desavim“ von Maria Bethânia.
Nach ihrer Rückkehr nach Brasilien im Jahr 1970 engagierte sich Rosinha in der Förderung der brasilianischen Instrumentalmusik. 1971 produzierte sie unter anderem Alben für Martinho da Vila – insgesamt vier LPs – und wirkte als Instrumentalistin auf Alben von Künstlerinnen wie Nara Leão, Maria Bethânia und Miúcha mit. Ihre Zusammenarbeit erstreckte sich auch auf internationale Größen wie Stan Getz und Sarah Vaughan.
1974 gründete sie ihre eigene Band, die im Laufe der Zeit verschiedene Besetzungen hatte und mit der unter anderem renommierte Musiker wie der Pianist João Donato, der Flautist Copinha sowie die Sängerinnen Ivone Lara und Miúcha auftraten. Für ihre Verdienste erhielt sie einen Preis des Ordem dos Músicos do Brasil. Zudem nahm sie im Laufe ihrer Karriere über ein Dutzend LPs auf, die in Brasilien sowie international bei Labels wie RCA, Odeon, Forma, Pacific Jazz und Barclay erschienen.
Ein besonderes Highlight ihrer Diskografie war das Album Violões em Dois Estilos (1980), das sie gemeinsam mit Waltel Branco aufnahm. Das Werk präsentierte ein vielseitiges Repertoire, das eigene Kompositionen (wie Porto das Flores), brasilianische Klassiker wie Asa Branca sowie Werke von internationalen Komponisten (darunter Johann Sebastian Bach) umfasste.

### Gesundheitliche Krise und spätere Jahre
1992 erlitt Rosinha de Valença einen schweren Herzstillstand, der zu einer dauerhaften Hirnschädigung führte. Seitdem befand sie sich in einem vegetativen Zustand und verbrachte insgesamt zwölf Jahre im Koma. In den ersten acht Jahren wurde sie von ihrer älteren Schwester Mariló betreut; nach deren Tod übernahm ihre jüngere Schwester Maria das Sorgerecht, in einem bescheidenen Viertel von Valença. Während ihrer langen Krankheit wurden mehrfach Benefizkonzerte organisiert, um ihre medizinischen Behandlungskosten zu unterstützen – darunter ein Konzert im Canecão, das durch verschiedene Künstler organisiert wurde.
Am 10. Juni 2004 verstarb Rosinha de Valença im Alter von 62 Jahren im Hospital Escola Luiz Giosef Jannuzzi in ihrer Heimatstadt Valença infolge einer respiratorischen Insuffizienz. Ihre Beerdigung fand auf dem Friedhof Riachuelo im Zentrum von Valença statt.

## Vermächtnis und Anerkennung
Rosinha de Valença hinterließ ein bedeutendes musikalisches Erbe. Ihre Musik und ihr Stil prägten die Entwicklung des Bossa Nova und inspirierten Generationen von Musikern. Zahlreiche namhafte Künstler interpretierten ihre Kompositionen, und es wurden mehrfach Tribute-Konzerte zu ihren Ehren veranstaltet. Neben den zeitgenössischen Ehrungen fand 2000 ein aufwendiger Benefizabend statt – „Uma noite para Rosinha“ –, an dem Größen der brasilianischen Musikszene teilnahmen.

## Diskografie
- 1963 – Apresentando Rosinha de Valença • Elenco
- 1965 – Brasil' 65-Wanda de Sah featuring The Sergio Mendes Trio • Capitol
- 1965 – In person at El Matador. Sergio Mendes & Brasil' 65 • Atlantic/Fermata
- 1966 – Rosinha de Valença ao vivo • Forma
- 1970 – Rosinha de Valença apresenta Ipanema beat • RCA Victor
- 1971 – Um violão em primeiro plano • RCA Victor
- 1973 – Rosinha de Valença • Som Livre
- 1975 – Rosinha de Valença e banda ao vivo • Odeon
- 1976 – Cheiro de mato • EMI-Odeon
- 1977 – Sivuca e Rosinha de Valença ao vivo • RCA Pure Gold
- 1980 – Violões em dois estilos. Rosinha de Valença e Waltel Blanco
- 1983 – Encontro das águas • Espaço Produções Artísticas Ltda.
- 1990 – Rosinha de Valença & Flavio Faria (feat. Toots Thielemans) (Iris Music)
- 2004 – Namorando a Rosa • Quitanda/Biscoito Fino